# .sn
‎.sn‏ دامنه اینترنتی اختصاص داده شده به کشور سنگال است.